# Horiti
Horiti ali Horéjci (hebrejsko חרים, Horim) so bili svetopisemsko ljudstvo, omenjeno 1. Mojzesovi knjigi 14:6, 36:20 in 5. Mojzesovi knjigi  2:12. Prvotno so bili naseljeni v pogorju Seir v Kanaanu.

## Ime
Po Archibaldu Sayceju (1915) so bili Horiti ljudstvo, na egipčanskih napisih omenjano kot Har in povezano z južnimi pokrajinami Kanaana. V novejših študijah  so jih povezovali  s Huriti, v Svetem pismu omenjenimi kot Hiviti.

## Hebrejska Biblija
V Tori so Horiti prvič omenjeni kot poraženci v vojni s koalicijo vzhodnih kraljev pod vodstvom Kedorlaomerja Elamskega iz sodobnega Irana. Ti kralji so prešli horitsko ozemlje, da bi zatrli upor koalicije ljudstev iz okolice Mrtvega morja in Sodome in Gomore, katerim so vladali dvanajst let  (1. Mojzesova knjiga 14:1-12).  
V 1. Mojzesovi knjigi 36, so Horiti sobivali in se vzajemno poročali s člani družine Abrahamovega vnuka in Izakovega sina Ezava. Nazadnje so prišli pod oblast Ezavovih potomcev, vladarjev Edomskega kraljestva. 